# Slam Dunk Contest
Slam Dunk Contest – konkurs wsadów w NBA odbywający się w czasie NBA All-Star Weekend, w sobotę przed Meczem Gwiazd NBA. Uczestnicy starają się wykonać jak najlepszy wsad do kosza, a pięciu sędziów ocenia to w skali od 0 do 10. Czterech zawodników próbuje swoich sił w pierwszej rundzie, dwóch z nich awansuje do finału. Do 2004 roku występowało 6 lub 8 zawodników.
Nate Robinson jest jedynym zawodnikiem w historii ligi NBA, który trzy razy zwyciężył w tym konkursie.
Jason Richardson, Harold Miner, Dominique Wilkins, Michael Jordan i Zach LaVine mają na swoich kontach po dwa wygrane konkursy.

## Zwycięzcy
- 2025 – Mac McClung, Osceola Magic
- 2024 – Mac McClung, Osceola Magic[1]

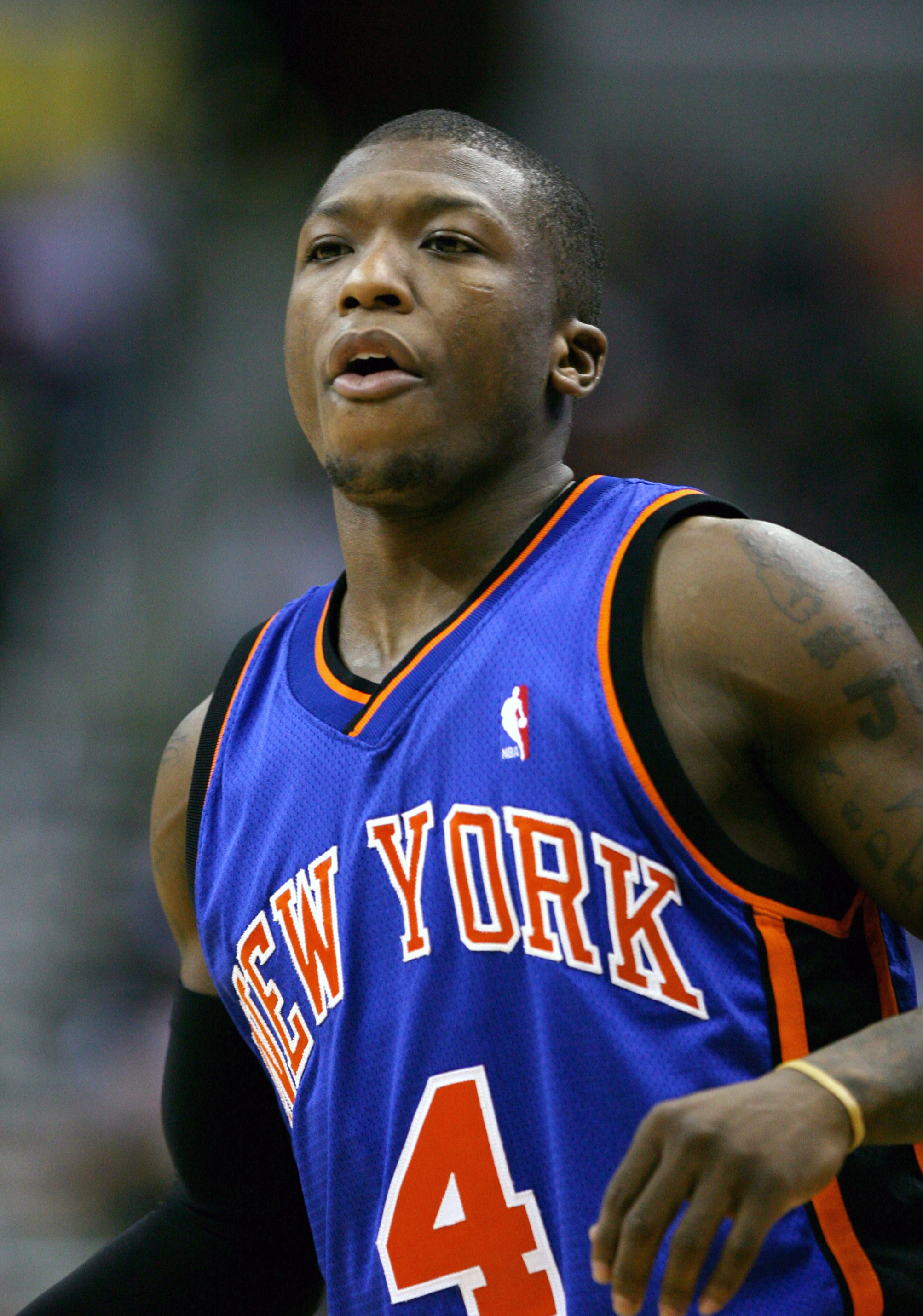
Nate Robinson – trzykrotny zwycięzca konkursu wsadów

- 2023 – Mac McClung, Philadelphia 76ers/Delaware Blue Coats[2]
- 2022 – Obi Toppin, New York Knicks[3]
- 2021 – Anfernee Simons, Portland Trail Blazers
- 2020 – Derrick Jones, Miami Heat
- 2019 – Hamidou Diallo, Oklahoma City Thunder
- 2018 – Donovan Mitchell, Utah Jazz
- 2017 – Glenn Robinson III, Indiana Pacers
- 2016 – Zach LaVine, Minnesota Timberwolves
- 2015 – Zach LaVine, Minnesota Timberwolves
- 2014 – John Wall, Washington Wizards
- 2013 – Terrence Ross, Toronto Raptors
- 2012 – Jeremy Evans, Utah Jazz
- 2011 – Blake Griffin, Los Angeles Clippers
- 2010 – Nate Robinson, New York Knicks
- 2009 – Nate Robinson, New York Knicks
- 2008 – Dwight Howard, Orlando Magic
- 2007 – Gerald Green, Boston Celtics
- 2006 – Nate Robinson, New York Knicks
- 2005 – Josh Smith, Atlanta Hawks
- 2004 – Fred Jones, Indiana Pacers
- 2003 – Jason Richardson, Golden State Warriors
- 2002 – Jason Richardson, Golden State Warriors
- 2001 – Desmond Mason, Seattle SuperSonics
- 2000 – Vince Carter, Toronto Raptors
- 1999 – nie rozegrano – lokaut
- 1998 – nie rozegrano
- 1997 – Kobe Bryant, Los Angeles Lakers
- 1996 – Brent Barry, Los Angeles Clippers
- 1995 – Harold Miner, Miami Heat
- 1994 – Isaiah Rider, Minnesota Timberwolves
- 1993 – Harold Miner, Miami Heat
- 1992 – Cedric Ceballos, Phoenix Suns
- 1991 – Dee Brown, Boston Celtics
- 1990 – Dominique Wilkins, Atlanta Hawks
- 1989 – Kenny Walker, New York Knicks
- 1988 – Michael Jordan, Chicago Bulls
- 1987 – Michael Jordan, Chicago Bulls
- 1986 – Spud Webb, Atlanta Hawks
- 1985 – Dominique Wilkins, Atlanta Hawks
- 1984 – Larry Nance, Phoenix Suns

## Rezultaty rok po roku

### Lata 80.
1984 – rozgrywany w Denver
| Zawodnik                     | 1 Runda        | Półfinały      | Finał          | Miejsce   |
| ---------------------------- | -------------- | -------------- | -------------- | --------- |
| Larry Nance (Phoenix)        | 134 (44+44+46) | 140 (49+48+43) | 134 (48+39+47) | 1 miejsce |
| Julius Erving (Philadelphia) | 134 (39+47+48) | 140 (44+49+47) | 122 (47+25+50) | 2 miejsce |
| Dominique Wilkins (Atlanta)  | 135 (47+39+49) | 137 (48+48+41) |                |           |
| Darrell Griffith (Utah)      | 121 (39+40+42) | 108 (42+42+24) |                |           |
| Edgar Jones (San Antonio)    | 118 (32+43+43) |                |                |           |
| Ralph Sampson (Houston)      | 118 (37+40+41) |                |                |           |
| Orlando Woolridge (Chicago)  | 116 (23+45+48) |                |                |           |
| Clyde Drexler (Portland)     | 108 (40+24+44) |                |                |           |
| Michael Cooper (L.A. Lakers) | 108 (40+24+44) |                |                |           |

1985 – rozgrywany w Indianapolis
| Zawodnik                     | 1 Runda                  | Półfinał       | Finał          | Miejsce   |
| ---------------------------- | ------------------------ | -------------- | -------------- | --------- |
| Dominique Wilkins (Atlanta)  | 145 (47+49+49)           | 140 (48+45+47) | 147 (47+50+50) | 1 miejsce |
| Michael Jordan (Chicago)     | 130 (44+42+42)           | 142 (45+47+50) | 136 (43+44+49) | 2 miejsce |
| Terence Stansbury (Indiana)  | 130 (46+50+34)           | 136 (49+48+39) |                |           |
| Julius Erving (Philadelphia) | Wytypowany do półfinałów | 132 (43+44+45) |                |           |
| Larry Nance (Phoenix)        | Wytypowany do półfinałów | 131 (42+47+42) |                |           |
| Darrell Griffith (Utah)      | 126 (38+42+46)           |                |                |           |
| Orlando Woolridge (Chicago)  | 124 (40+43+41)           |                |                |           |
| Clyde Drexler (Portland)     | 122 (39+39+44)           |                |                |           |

1986 – rozgrywany w Dallas
| Zawodnik                    | 1 Runda                  | Półfinał       | Finał       | Miejsce   |
| --------------------------- | ------------------------ | -------------- | ----------- | --------- |
| Spud Webb (Atlanta)         | 141 (46+48+47)           | 138 (50+42+46) | 100 (50+50) | 1 miejsce |
| Dominique Wilkins (Atlanta) | Wytypowany do półfinałów | 138 (46+47+45) | 98 (50+48)  | 2 miejsce |
| Terence Stansbury (Indiana) | 129b (34+47+48)          | 132 (44+39+49) |             |           |
| Gerald Wilkins (New York)   | 133 (44+50+39)           | 87 (37+25+25)  |             |           |
| Jerome Kersey (Portland)    | 129 (39+43+47)           |                |             |           |
| Paul Pressey (Milwaukee)    | 116 (44+35+37)           |                |             |           |
| Roy Hinson (Cleveland)      | 112 (35+39+38)           |                |             |           |
| Terry Tyler (Sacramento)    | 110 (37+36+37)           |                |             |           |

1987 – rozgrywany w Seattle
| Zawodnik                     | 1 Runda    | Półfinał       | Finał          | Miejsce   |
| ---------------------------- | ---------- | -------------- | -------------- | --------- |
| Michael Jordan (Chicago)     | 88 (41+47) | 148 (49+49+50) | 146 (48+48+50) | 1 miejsce |
| Jerome Kersey (Portland)     | 92 (48+44) | 147 (50+48+49) | 140 (46+45+49) | 2 miejsce |
| Terence Stansbury (Seattle)  | 99 (49+50) | 144 (49+45+50) |                |           |
| Clyde Drexler (Portland)     | 92 (45+47) | 136 (46+45+45) |                |           |
| Ron Harper (Cleveland)       | 83 (45+38) |                |                |           |
| Johnny Dawkins (San Antonio) | 81 (37+44) |                |                |           |
| Tom Chambers (Seattle)       | 62 (41+21) |                |                |           |
| Gerald Wilkins (New York)    | 62 (41+21) |                |                |           |

1988 – rozgrywany w Chicago
| Zawodnik                    | 1 Runda    | Półfinał       | Finał          | Miejsce   |
| --------------------------- | ---------- | -------------- | -------------- | --------- |
| Michael Jordan (Chicago)    | 94 (47+47) | 145 (50+48+47) | 147 (50+47+50) | 1 miejsce |
| Dominique Wilkins (Atlanta) | 96 (49+47) | 143 (49+47+47) | 145 (50+50+45) | 2 miejsce |
| Clyde Drexler (Portland)    | 88 (44+44) | 133 (45+42+46) |                |           |
| Otis Smith (Golden State)   | 87 (40+47) | 109 (45+22+42) |                |           |
| Jerome Kersey (Portland)    | 79 (41+38) |                |                |           |
| Greg Anderson (San Antonio) | 76 (42+34) |                |                |           |
| Spud Webb (Atlanta)         | 52 (34+18) |                |                |           |

1989 – rozgrywany w Houston
| Zawodnik                     | 1 Runda          | Półfinał         | Finał                  | Miejsce   |
| ---------------------------- | ---------------- | ---------------- | ---------------------- | --------- |
| Kenny Walker (New York)      | 91.3 (42.5+48.8) | 96.4 (46.9+49.5) | 148.1 (48.9+49.6+49.6) | 1 miejsce |
| Clyde Drexler (Portland)     | 93.7 (46.6+47.1) | 95.0 (47.3+47.7) | 49.5 (24.5+25.0+ 0.01) | 2 miejsce |
| Spud Webb (Atlanta)          | 94.5 (46.8+47.7) | 91.8 (47.8+44.0) |                        |           |
| Shelton Jones (Philadelphia) | 89.5 (44.1+45.4) | 90.6 (45.7+44.9) |                        |           |
| Tim Perry (Phoenix)          | 89.4 (44.4+45.0) |                  |                        |           |
| Jerome Kersey (Portland)     | 88.9 (44.9+44.0) |                  |                        |           |
| Ron Harper (Cleveland)       | 88.5 (41.7+46.8) |                  |                        |           |
| Chris Morris (New Jersey)    | 83.2 (41.1+42.1) |                  |                        |           |

1 Drexler nie przystępował do swojego ostatniego wsadu, został oceniony jako 0 .

### Lata 90.
1990 – rozgrywany w Miami
| Zawodnik                    | I Runda          | Półfinał         | Finał                  | Miejsce   |
| --------------------------- | ---------------- | ---------------- | ---------------------- | --------- |
| Dominique Wilkins (Atlanta) | 96.3 (48.1+48.2) | 97.7 (48.0+49.7) | 146.8 (47.9+49.7+49.2) | 1 miejsce |
| Kenny Smith (Sacramento)    | 93.0 (43.4+49.6) | 98.3 (49.1+49.2) | 145.1 (48.1+49.8+47.2) | 2 miejsce |
| Kenny Walker (New York)     | 95.2 (47.0+48.2) | 97.4 (49.5+47.9) |                        |           |
| Shawn Kemp (Seattle)        | 98.2 (49.1+49.1) | 96.4 (47.6+48.8) |                        |           |
| Scottie Pippen (Chicago)    | 92.2 (47.2+45.0) |                  |                        |           |
| Rex Chapman (Charlotte)     | 92.1 (45.5+46.6) |                  |                        |           |
| Billy Thompson (Miami)      | 91.4 (47.7+43.7) |                  |                        |           |
| Kenny Battle (Phoenix)      | 85.8 (42.5+42.8) |                  |                        |           |

1991
Od tego roku uczestnicy rundy finałowej mogli wykonać po trzy wsady, dwa ocenione najwyżej wpływały na notę końcową.
| Zawodnik                 | I Runda          | Półfinał         | Finał                 |
| ------------------------ | ---------------- | ---------------- | --------------------- |
| Dee Brown (Boston)       | 92.4 (48.2+44.2) | 98.0 (49.6+48.4) | 97.7 (48.1+49.6–46.4) |
| Shawn Kemp (Seattle)     | 95.8 (47.6+48.2) | 95.6 (48.3+47.3) | 93.7 (48.0+45.7–44.3) |
| Rex Chapman (Charlotte)  | 95.2 (45.5+49.7) | 94.0 (48.0+46.0) |                       |
| Kenny Smith (Houston)    | 90.8 (48.5+42.3) | 87.9 (46.6+41.3) |                       |
| Kenny Williams (Indiana) | 86.9 (42.3+44.6) |                  |                       |
| Blue Edwards (Utah)      | 84.3 (40.1+44.2) |                  |                       |
| Otis Smith (Orlando)     | 83.0 (41.2+41.8) |                  |                       |
| Kendall Gill (Charlotte) | 81.0 (40.1+40.9) |                  |                       |

1992
| Zawodnik                  | I Runda          | Półfinał         | Finał                 |
| ------------------------- | ---------------- | ---------------- | --------------------- |
| Cedric Ceballos (Phoenix) | 85.4 (43.1+42.3) | 90.4 (45.7+44.7) | 97.2 (47.2+50.0–43.3) |
| Larry Johnson (Charlotte) | 98.0 (48.6+49.4) | 98.0 (49.6+48.4) | 66.0 (33.5+32.5–0.0a) |
| Nick Anderson (Orlando)   | 88.6 (47.4+41.2) | 89.8 (46.0+43.8) |                       |
| John Starks (New York)    | 89.6 (42.6+47.0) | 87.9 (43.1+44.8) |                       |
| Doug West (Minnesota)     | 84.1 (44.3+39.8) |                  |                       |
| Shawn Kemp (Seattle)      | 81.4 (47.4+34.0) |                  |                       |
| Stacey Augmon (Atlanta)   | 79.5 (44.7+34.8) |                  |                       |

a Johnson nie podjął się wykonania ostatniego wsadu.
1993
Dwa najwyżej ocenione wsady z trzech wykonanych w każdej rundzie wpływały na notę końcową.
Shawn Kemp (Seattle) nie wystąpił z powodu kontuzji.
| Zawodnik                             | I Runda               | Finał                 |
| ------------------------------------ | --------------------- | --------------------- |
| Harold Miner (Miami)                 | 94.8 (49.0+45.8–45.8) | 97.4 (48.0+49.4–47.0) |
| Clarence Weatherspoon (Philadelphia) | 87.5 (43.2+44.3–38.5) | 92.2 (44.7+47.5–27.5) |
| Cedric Ceballos (Phoenix)            | 87.3 (42.3+45.1–22.5) | 79.8 (42.3+37.5–24.5) |
| David Benoit (Utah)                  | 85.8 (41.5+44.3–28.5) |                       |
| Kenny Smith (Houston)                | 85.0 (46.5+38.5–26.5) |                       |
| Mahmoud Abdul-Rauf (Denver)          | 80.8 (38.0+42.8–26.0) |                       |
| Tim Perry (Philadelphia)             | 70.0 (38.5+31.5–22.0) |                       |

1994
W I rundzie każdy uczestnik miał 90 sekund na wykonanie dowolnej ilości wsadów, za które otrzymywał łączną notę. W rundzie finałowej oceniany był najlepszy z dwóch wsadów.
| Zawodnik                  | I Runda | Finał      |
| ------------------------- | ------- | ---------- |
| Isaiah Rider (Minnesota)  | 46.8    | 49.0, 47.0 |
| Robert Pack (Denver)      | 42.0    | 43.8, 25.0 |
| Shawn Kemp (Seattle)      | 46.6    | 25.0, 25.0 |
| Allan Houston (Detroit)   | 41.5    |            |
| Antonio Davis (Indiana)   | 40.0    |            |
| James Robinson (Portland) | 39.0    |            |

1995
Tego roku każdy uczestnik miał 90 sekund na wykonanie co najmniej trzech wsadów, wtedy otrzymywał łączną notę za I rundę. W finałowej rundzie uczestnik miał 60 sekund na co najmniej dwa wsady, za które otrzymywał łączną notę.
| Zawodnik                     | I Runda | Finał |
| ---------------------------- | ------- | ----- |
| Harold Miner (Miami)         | 49.2    | 46.0  |
| Isaiah Rider (Minnesota)     | 44.6    | 34.0  |
| Jamie Watson (Utah)          | 40.4    | 26.0  |
| Antonio Harvey (L.A. Lakers) | 35.2    |       |
| Tim Perry (Philadelphia)     | 31.0    |       |
| Tony Dumas (Dallas)          | 15.0    |       |

1996
Tego roku każdy uczestnik miał pierwszej rundy miał 90 sekund na wykonanie dowolnej liczby wsadów, za które otrzymywał łączną notę. W finale oceniany był najlepszy z dwóch wykonanych wsadów.
| Zawodnik                        | I Runda | Finał     |
| ------------------------------- | ------- | --------- |
| Brent Barry (L.A. Clippers)     | 45.5    | 8.0, 49.0 |
| Michael Finley (Phoenix)        | 45.0    | 7.0, 46.2 |
| Greg Minor (Boston)             | 41.0    | 2.0, 40.0 |
| Jerry Stackhouse (Philadelphia) | 40.0    |           |
| Doug Christie (New York)        | 39.5    |           |
| Darrell Armstrong (Orlando)     | 25.5    |           |

1997
| Zawodnik                  | I Runda | Finał |
| ------------------------- | ------- | ----- |
| Kobe Bryant (L.A. Lakers) | 37      | 49    |
| Chris Carr (Minnesota)    | 44      | 45    |
| Michael Finley (Dallas)   | 39      | 33    |
| Ray Allen (Milwaukee)     | 35      |       |
| Bob Sura (Cleveland)      | 35      |       |
| Darvin Ham (Denver)       | 36      |       |

1998

Nie rozgrywano
1999

All-Star Weekend został odwołany z powodu skróconego przez lockout sezonu.

### Lata 2000.
2000

Tego roku dwa najwyżej ocenione wsady w każdej z rund wpływały na notę końcową.
| Zawodnik                    | I Runda        | Finał      |
| --------------------------- | -------------- | ---------- |
| Vince Carter (Toronto)      | 100 (50,49,50) | 98 (50+48) |
| Steve Francis (Houston)     | 95 (45,50,32)  | 91 (43+48) |
| Tracy McGrady (Toronto)     | 99 (45,49,50)  | 77 (45+32) |
| Ricky Davis (Charlotte)     | 88 (40,32,48)  |            |
| Jerry Stackhouse (Detroit)  | 83 (41,36,42)  |            |
| Larry Hughes (Philadelphia) | 67 (30,30,37)  |            |

2001
| Zawodnik                       | I Runda    | Finał      |
| ------------------------------ | ---------- | ---------- |
| Desmond Mason (Seattle)        | 91 (42+49) | 89 (45+44) |
| DeShawn Stevenson (Utah)       | 95 (46+49) | 85 (38+47) |
| Baron Davis (Charlotte)        | 94 (45+49) | 77 (44+33) |
| Stromile Swift (Vancouver)     | 90 (45+45) |            |
| Jonathan Bender (Indiana)      | 90 (46+44) |            |
| Corey Maggette (L.A. Clippers) | 88 (46+42) |            |

2002

|  |                                 |                                 |                |                |            |                  |                  |            |
|  | Półfinały                       | Półfinały                       | Półfinały      |                |            | Finał            | Finał            | Finał      |
|  | Półfinały                       | Półfinały                       | Półfinały      |                |            | Finał            | Finał            | Finał      |
|  |                                 |                                 |                |                |            |                  |                  |            |
|  |                                 |                                 |                |                |            |                  |                  |            |
|  | Desmond Mason (Seattle)         | Desmond Mason (Seattle)         | 84 (41,43,36)  |                |            |                  |                  |            |
|  | Desmond Mason (Seattle)         | Desmond Mason (Seattle)         | 84 (41,43,36)  |                |            |                  |                  |            |
|  | Jason Richardson (Golden State) | Jason Richardson (Golden State) | 98 (48,31,50)  |                |            |                  |                  |            |
|  | Jason Richardson (Golden State) | Jason Richardson (Golden State) | 98 (48,31,50)  |                |            | Jason Richardson | Jason Richardson | 85 (36+49) |
|  |                                 |                                 |                |                |            | Jason Richardson | Jason Richardson | 85 (36+49) |
|  |                                 |                                 | Gerald Wallace | Gerald Wallace | 80 (44+36) |                  |                  |            |
|  | Steve Francis (Houston)         | Steve Francis (Houston)         | Gerald Wallace | Gerald Wallace | 80 (44+36) | 77 (31,40,37)    |                  |            |
|  | Steve Francis (Houston)         | Steve Francis (Houston)         |                |                |            |                  |                  |            |
|  | Gerald Wallace (Sacramento)     | Gerald Wallace (Sacramento)     | 84 (41,43,36)  |                |            |                  |                  |            |
|  | Gerald Wallace (Sacramento)     | Gerald Wallace (Sacramento)     | 84 (41,43,36)  |                |            |                  |                  |            |
|  |                                 |                                 |                |                |            |                  |                  |            |

2003
| Zawodnik                        | I Runda     | Finał      |
| ------------------------------- | ----------- | ---------- |
| Jason Richardson (Golden State) | 100 (50+50) | 95 (45+50) |
| Desmond Mason (Seattle)         | 90 (46+44)  | 93 (50+43) |
| Amar’e Stoudemire (Phoenix)     | 79 (49+30)  |            |
| Richard Jefferson (New Jersey)  | 74 (37+37)  |            |

2004
| Zawodnik                        | I Runda    | Finał      |
| ------------------------------- | ---------- | ---------- |
| Fred Jones (Indiana)            | 92 (50+42) | 86 (50+36) |
| Jason Richardson (Golden State) | 95 (45+50) | 78 (45+33) |
| Chris Andersen (Denver)         | 88 (42+46) |            |
| Ricky Davis (Boston)            | 76 (45+31) |            |

2005
| Zawodnik                     | I Runda    | Finał       |
| ---------------------------- | ---------- | ----------- |
| Josh Smith (Atlanta)         | 95 (45+50) | 100 (50+50) |
| Amar’e Stoudemire (Phoenix)  | 95 (45+50) | 87 (45+42)  |
| J.R. Smith (New Orleans)     | 90 (45+45) |             |
| Chris Andersen (New Orleans) | 77 (41+36) |             |

2006
| Zawodnik                      | I Runda    | Finał      | Tie-break |
| ----------------------------- | ---------- | ---------- | --------- |
| Nate Robinson (New York)      | 93 (49+44) | 94 (44+50) | 47        |
| Andre Iguodala (Philadelphia) | 95 (45+50) | 94 (50+44) | 46        |
| Hakim Warrick (Memphis)       | 86 (44+42) |            |           |
| Josh Smith (Atlanta)          | 81 (41+40) |            |           |

2007
| Zawodnik                 | I Runda    | Finał      |
| ------------------------ | ---------- | ---------- |
| Gerald Green (Boston)    | 95 (48+47) | 91 (41+50) |
| Nate Robinson (New York) | 90 (45+45) | 80 (39+41) |
| Dwight Howard (Orlando)  | 85 (43+42) |            |
| Tyrus Thomas (Chicago)   | 80 (37+43) |            |

2008
Zwycięzcę rundy finałowej wyłoniono po raz pierwszy w historii poprzez głosowanie sms.
| Zawodnik                 | I Runda     | Finał |
| ------------------------ | ----------- | ----- |
| Dwight Howard (Orlando)  | 100 (50+50) | 78%   |
| Gerald Green (Minnesota) | 91 (46+45)  | 22%   |
| Jamario Moon (Toronto)   | 90 (46+44)  |       |
| Rudy Gay (Memphis)       | 85 (37+48)  |       |

2009
Zwycięzcę wyłoniono poprzez głosowanie sms.
| Zawodnik                  | I Runda     | Finał |
| ------------------------- | ----------- | ----- |
| Nate Robinson (New York)  | 87 (46+41)  | 52%   |
| Dwight Howard (Orlando)   | 100 (50+50) | 48%   |
| J.R. Smith (Denver)       | 85 (43+42)  |       |
| Rudy Fernández (Portland) | 84 (42+42)  |       |

### Lata 2010.
2010
Zwycięzcę wyłoniono poprzez głosowanie sms.
| Zawodnik                    | I Runda    | Finał |
| --------------------------- | ---------- | ----- |
| Nate Robinson (New York)    | 89 (44+45) | 51%   |
| DeMar DeRozan (Toronto)     | 92 (42+50) | 49%   |
| Gerald Wallace (Charlotte)  | 78 (38+40) |       |
| Shannon Brown (L.A. Lakers) | 78 (37+41) |       |

2011
Zwycięzcę wyłoniono poprzez głosowanie sms.
| Zawodnik                      | I Runda    | Finał |
| ----------------------------- | ---------- | ----- |
| Blake Griffin (L.A. Clippers) | 95 (49+46) | 68%   |
| JaVale McGee (Washington)     | 99 (50+49) | 32%   |
| DeMar DeRozan (Toronto)       | 94 (44+50) |       |
| Serge Ibaka (Oklahoma)        | 90 (45+45) |       |

2012
W nowym formacie rywalizacji każdy z dunkerów wykonywał trzy wsady. Całe głosowanie odbywało się poprzez sms oraz po raz pierwszy w historii również Twittera.
| Zawodnik                     | Wyniki głosowania |
| ---------------------------- | ----------------- |
| Jeremy Evans (Utah)          | 29%               |
| Chase Budinger (Houston)     | 28%               |
| Paul George (Indiana)        | 24%               |
| Derrick Williams (Minnesota) | 19%               |

2013
Zwycięzcę wyłoniono poprzez głosowanie sms.
| Zawodnik                     | I Runda    | Finał |
| ---------------------------- | ---------- | ----- |
| Terrence Ross (Toronto)      | 99 (50+49) | 58%   |
| Jeremy Evans (Utah)          | 90 (47+43) | 42%   |
| Eric Bledsoe (L.A. Clippers) | 89 (39+50) |       |
| Kenneth Faried (Denver)      | 89 (39+50) |       |
| Gerald Green (Indiana)       | 83 (50+33) |       |
| James White (New York)       | 77 (45+32) |       |

2014
Tego roku wprowadzono format zespołowy. Zespół, który wygrał pierwszą rundę (Freestyle Round) decydował o kolejności dunkerów w kolejnej rundzie. W Battle Round rywalizacja odbywała się na zasadzie bitew „jeden na jeden”. Pierwszy zespół, który wygrał trzy konfrontacje zostawał zwycięzcą.
| Dywizja | Członkowie                                                                                                  | Wynik     |
| ------- | --- | --------- |
| Wschód  | Paul George, Indiana Pacers Terrence Ross, Toronto Raptors John Wall, Washington Wizards                    | Wygrana   |
| Zachód  | Harrison Barnes, Golden State Warriors Damian Lillard, Portland Trailblazers Ben McLemore, Sacramento Kings | Przegrana |

| Dywizja | Zawodnik                               | Wynik     |
| ------- | -------------------------------------- | --------- |
| Wschód  | Terrence Ross, Toronto Raptors         | Wygrana   |
| Zachód  | Damian Lillard, Portland Trailblazers  | Przegrana |
|         |                                        |           |
| Wschód  | Paul George, Indiana Pacers            | Wygrana   |
| Zachód  | Harrison Barnes, Golden State Warriors | Przegrana |
|         |                                        |           |
| Wschód  | John Wall, Washington Wizards          | Wygrana   |
| Zachód  | Ben McLemore, Sacramento Kings         | Przegrana |

John Wall został wybrany dunkerem wieczoru.
2015
| Zawodnik                          | I Runda     | Finał      |
| --------------------------------- | ----------- | ---------- |
| Zach LaVine (Minnesota)           | 100 (50+50) | 94 (45+49) |
| Victor Oladipo (Orlando)          | 89 (50+39)  | 75 (31+44) |
| Mason Plumlee (Brooklyn)          | 76 (40+36)  | −          |
| Giannis Antetokounmpo (Milwaukee) | 65 (30+35)  | −          |

2016
| Zawodnik                 | I Runda    | Finał             |
| ------------------------ | ---------- | ----------------- |
| Zach LaVine (Minnesota)  | 99 (50+49) | 200 (50+50+50+50) |
| Aaron Gordon (Orlando)   | 94 (45+49) | 197 (50+50+50+47) |
| Andre Drummond (Detroit) | 75 (36+39) | −                 |
| Will Barton (Denver)     | 74 (44+30) | −                 |

2017

| Zawodnik                       | I runda    | Finał      |
| ------------------------------ | ---------- | ---------- |
| Glenn Robinson III (Indiana)   | 91 (50+41) | 94 (44+50) |
| Derrick Jones Jr. (Phoenix)    | 95 (45+50) | 87 (37+50) |
| DeAndre Jordan (L.A. Clippers) | 84 (41+43) |            |
| Aaron Gordon (Orlando)         | 72 (38+34) |            |

2018

| Zawodnik                    | I runda    | Finał      |
| --------------------------- | ---------- | ---------- |
| Donovan Mitchell (Utah)     | 98 (48+50) | 98 (50+48) |
| Larry Nance Jr. (Cleveland) | 93 (44+49) | 96 (46+50) |
| Dennis Smith (Dallas)       | 89 (39+50) |            |
| Victor Oladipo (Indiana)    | 71 (31+40) |            |

2019

| Zawodnik                       | I runda    | Finały     |
| ------------------------------ | ---------- | ---------- |
| Hamidou Diallo (Oklahoma City) | 98 (48+50) | 88 (43+45) |
| Dennis Smith (New York)        | 95 (45+50) | 85 (35+50) |
| Miles Bridges (Charlotte)      | 83 (33+50) |            |
| John Collins (Atlanta)         | 82 (40+42) |            |

### Lata 2020.
2020
| Zawodnik                    | I runda     | Finał       | Tie-break 1 | Tie-break 2 |
| --------------------------- | ----------- | ----------- | ----------- | ----------- |
| Derrick Jones Jr. (Miami)   | 96 (46+50)  | 100 (50+50) | 50          | 48          |
| Aaron Gordon (Orlando)      | 100 (50+50) | 100 (50+50) | 50          | 47          |
| Pat Connaughton (Milwaukee) | 95 (45+50)  |             |             |             |
| Dwight Howard (L.A. Lakers) | 90 (41+49)  |             |             |             |

2021
Runda finałowa była oceniana przez sędziów.
| Zawodnik                   | I runda    | Finał |
| -------------------------- | ---------- | ----- |
| Anfernee Simons (Portland) | 95 (46+49) | 3     |
| Obi Toppin (New York)      | 94 (48+46) | 2     |
| Cassius Stanley (Indiana)  | 81 (44+37) |       |